# چن شیسن
چِن شیسِن (انگلیسی: Qian Xuesen؛ چینی: 钱学森؛ ۱۱ دسامبر ۱۹۱۱ – ۳۱ اکتبر ۲۰۰۹) دانشمند مکانیک پرواز اهل چین بود.
چن شیسن پدر برنامه موشکی و فضایی چین است. پژوهش‌های او به ساخت راکت‌هایی که نخستین ماهواره چین را به فضا بُرد و نیز موشک‌هایی که بخشی از زرادخانه هسته‌ای چین شد کمک کردند. در چین از او به عنوان یک قهرمان ملی یاد می‌شود.

## آغاز زندگی
چن شیسن در ۱۱ دسامبر ۱۹۱۱ در شانگهای زاده شد. پدر و مادر او هر دو افرادی تحصیلکرده بودند. پدر چن پس از مدتی کار در ژاپن، نظام آموزشی ملی چین را پیاده کرده بود. هوش چن از دوران کودکی برای همه آشکار بود. او با رتبه نخست از دانشگاه جیائو تونگ شانگهای فارغ‌التحصیل و برنده یک بورس تحصیلی ویژه برای ادامه تحصیل در مؤسسه فناوری ماساچوست (اِم‌آی‌تی) در ایالات متحده آمریکا شد.

## زندگی در آمریکا

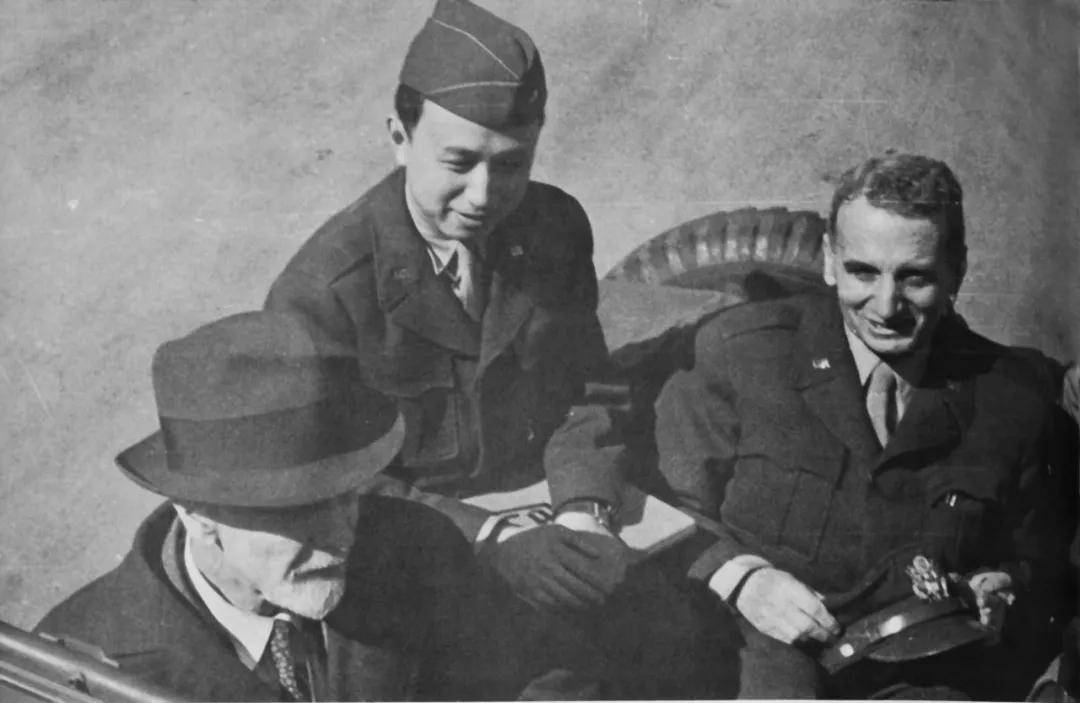
از چپ به راست: لودویگ پرانتل (دانشمند آلمانی)، چن شیسن (دانشمند چینی)، تئودوره فون کارمان (دانشمند مجارستانی-آمریکایی). پراندتل برای آلمان خدمت کرد. فون کارمان و شیسن برای ارتش ایالات متحده خدمت کردند. پس از سال ۱۹۵۶، شیسن برای چین خدمت کرد (شیسن در سال ۱۹۵۵ توسط دولت ایالات متحده به چین تبعید شد). توجه داشته باشید که شیسن دارای درجه ارتش ایالات متحده بود. پراندتل مشاور دکترای فون کارمان بود. فون کارمان مشاور دکترا برای شیسن بود.

چن شیسن در سال ۱۹۳۵ (میلادی) وارد بوستون شد. او پس از مؤسسه فناوری ماساچوست به مؤسسه فناوری کالیفرنیا رفت تا زیر نظر تئودوره فون کارمان تحصیل کند. چن در آنجا با فرانک مالینا از اعضای گروه کوچکی از مبتکرین به نام «جوخه خودکشی» در یک اتاق کار می‌کرد. این نزدیکی با مالینا باعث شد چن شیسن عضو مهمی از این گروه و آغازگر پژوهش درباره پرتاب موشک شود. در آن هنگام، دانش موشک‌سازی، شاخه‌ای تازه بود و کسی آن را جدی نمی‌گرفت. اما آغاز جنگ جهانی دوم این طرز فکر را به سرعت عوض کرد و جوخه خودکشی، مورد توجه نیروهای مسلح ایالات متحده آمریکا آمریکا قرار گرفت.
با اینکه چن شیسن شهروند چین بود اما از آنجا که جمهوری چین یکی از متحدان آمریکا بود و  صلاحیت امنیتی او برای کار در پژوهش‌های تسلیحاتی محرمانه تایید شده بود امکان کار در مرکز پژوهش‌های فضایی آمریکا را بدست آورد و در دوره‌ای نیز به عنوان مشاور علوم دولت کار کرد. تا پایان جنگ جهانی دوم، چن شیسن یکی از شناخته‌شده‌ترین کارشناسان نیروی محرکه برای پرتاب بود. دولت آمریکا او را به همراه تئودوره فون کارمان با درجه موقت ارتشبد برای گفتگو با مهندسان آلمان نازی از جمله ورنر فون براون به آلمان فرستاد.

## اتهام جاسوسی
پس از پیدایش جمهوری خلق چین در سال ۱۹۴۹ (میلادی) در آمریکا از چینی‌ها به عنوان افراد خبیث نام برده می‌شد. مدیر تازه آزمایشگاه نیروی محرکه برای پرتاب، دریافته بود که بیشتر کارکنان آن آزمایشگاه، چینی یا یهودی هستند. او این موضوع را با اداره تحقیقات فدرال (اف‌بی‌آی) در میان گذاشت.  اف‌بی‌آی چن شیسن، فرانک مالینا و سایرین را متهم به کمونیست بودن و تهدیدی برای امنیت ملی کرد. پایه این اتهام‌ها سندی مربوط به سال ۱۹۳۸ (میلادی) حزب کمونیست ایالات متحده آمریکا بود که نشان می‌داد شیسن در یک گردهمایی احتمالی حزب کمونیست در پاسادینا حضور داشت. با اینکه چن شیسن، عضویت در این حزب را تکذیب کرد اما بررسی‌های نشان می‌دهند که او همزمان با فرانک مالینا در سال ۱۹۳۸ به حزب پیوسته بود. بنابراین در سال ۱۹۵۰ (میلادی) چن شیسن ناگهان کار خود را از دست داد. او در حبس خانگی قرار گرفت و زندگی او از هم پاشید. (هیچ شواهدی مبنی بر جاسوسی چن شیسن برای دولت چین وجود ندارد). افرادی چون فون کارمان تلاش کردند با رفع اتهام از او، وی را از حصر دربیاورند. اما این تلاش‌ها بی‌نتیجه ماندند.

## تبعید به چین
در سال ۱۹۵۵ (میلادی) و پس از ۵ سال حبس خانگی، دوایت آیزنهاور رئیس‌جمهور آن هنگام ایالات متحده آمریکا تصمیم گرفت چن شیسن را به چین تبعید کند. بنابراین او، همسر و دو فرزندش که در آمریکا زاده شده بودند با کشتی، خاک آمریکا را ترک کردند. چن شیسن هنگام ترک آمریکا گفت که دیگر به آمریکا برنخواهد گشت و به گفته خود وفادار ماند.
یکی از معاونان پیشین نیروی دریایی ایالات متحده آمریکا گفته بود که اخراج چن شیسن از آمریکا احمقانه‌ترین کاری بوده که آمریکا تاکنون انجام داده‌است.

## زندگی در چین
در چین از چن شیسن مانند یک قهرمان استقبال کردند. اما حزب کمونیست چین به دلایلی بلافاصله او را به عضویت نپذیرفت. از جمله اینکه همسر او دختر اشرافی یک رهبر ملی‌گرا بود و تا موقعی که چن شیسن در آمریکا مورد غضب دولت واقع نشده بود زندگی خوبی داشت و حتی درخواست شهروندی آمریکا را کرده بود. سرانجام در سال ۱۹۵۸ (میلادی) حزب کمونیست، عضویت چن شیسن را پذیرفت. او نیز تلاش کرد رابطه خوب خود با حکومت را حفظ کند و از تصفیه‌های حزبی و انقلاب فرهنگی چین در امان ماند. تحت رهبری چن شیسن برنامه موشکی چین را که دانشی ناشناخته در آن کشور بود پیش برد و تحت سرپرستی او در سال ۱۹۷۲ نخستین ماهواره چینی به فضا پرتاب شد. او در طول سال‌های زندگی در چین، نسل تازه‌ای دانشمندان را آموزش داد و کارهای او پایه‌ای برای فرستادن شهروندان چینی به فضا بودند.

## موزه
در شانگهای موزه‌ای کامل با ۷۰ هزار اثر برای چن شیسن وجود دارد.